# Euphorbia venenifica
Euphorbia venenifica es una especie de planta fanerógama de la familia de las euforbiáceas, originaria de África.

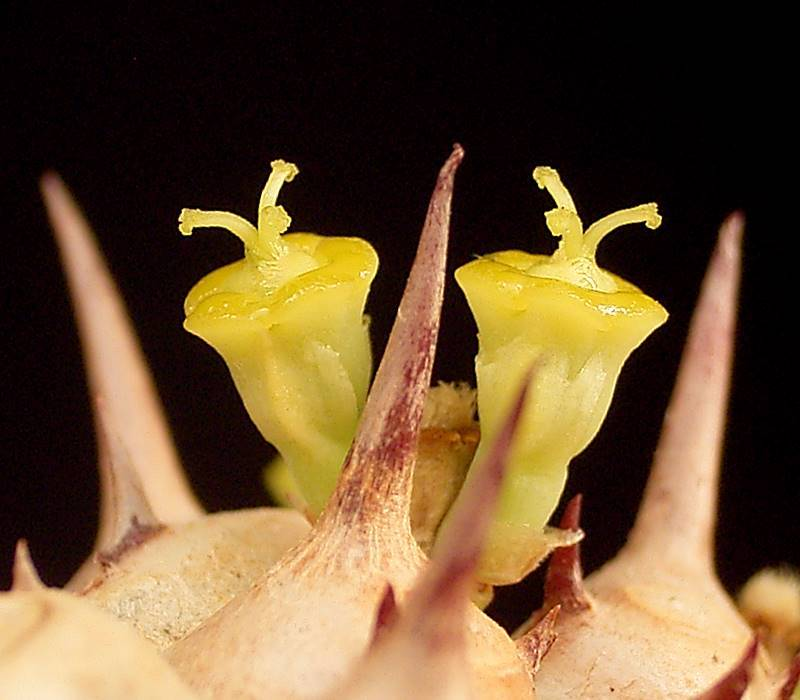
Detalle de la flor en ciato

## Descripción
Es un arbusto que alcanza un tamaño de 2-6 m de altura con 1 o varios tallos desde el nivel del suelo, está ± escasamente ramificado; con gruesa ramas extendidas, ascendentes, carnosas, cilíndricas, de 3,5 cm de  grosor.

## Ecología
Se encuentra en la laderas pedregosas en los pastizales secos con árboles dispersos, y las colinas áridas; localmente abundante en abiertas laderas rocosas con Combretum; a una altitud de <1200-1220 metros en Chad, Sudán, Etiopía y Uganda.
Es muy cercana de Euphorbia poissonii, también relacionada con Euphorbia unispina, Euphorbia sudanica, Euphorbia desmondii, Euphorbia nivulia Buch.-Ham. (India), Euphorbia neriifolia L. (India), Euphorbia qarad Deflers (Arabia), Euphorbia amicorum, Euphorbia decidua, Euphorbia imitata, Euphorbia brevis. Planta difícil de colocar en una secuencia.

## Taxonomía
Euphorbia venenifica fue descrita por Tremaux ex Kotschy y publicado en Mitteilungen der Geographischen Gesellschaft 1(2): 173. 1857.
Etimología
Ver: Euphorbia
venenifica: epíteto latino 